# Історія Мальти
Назву цьому острову надали греки, які окупували його у 736 до н. е., тоді колонія звалася «Мелітою» (Melitta).

## Давні часи

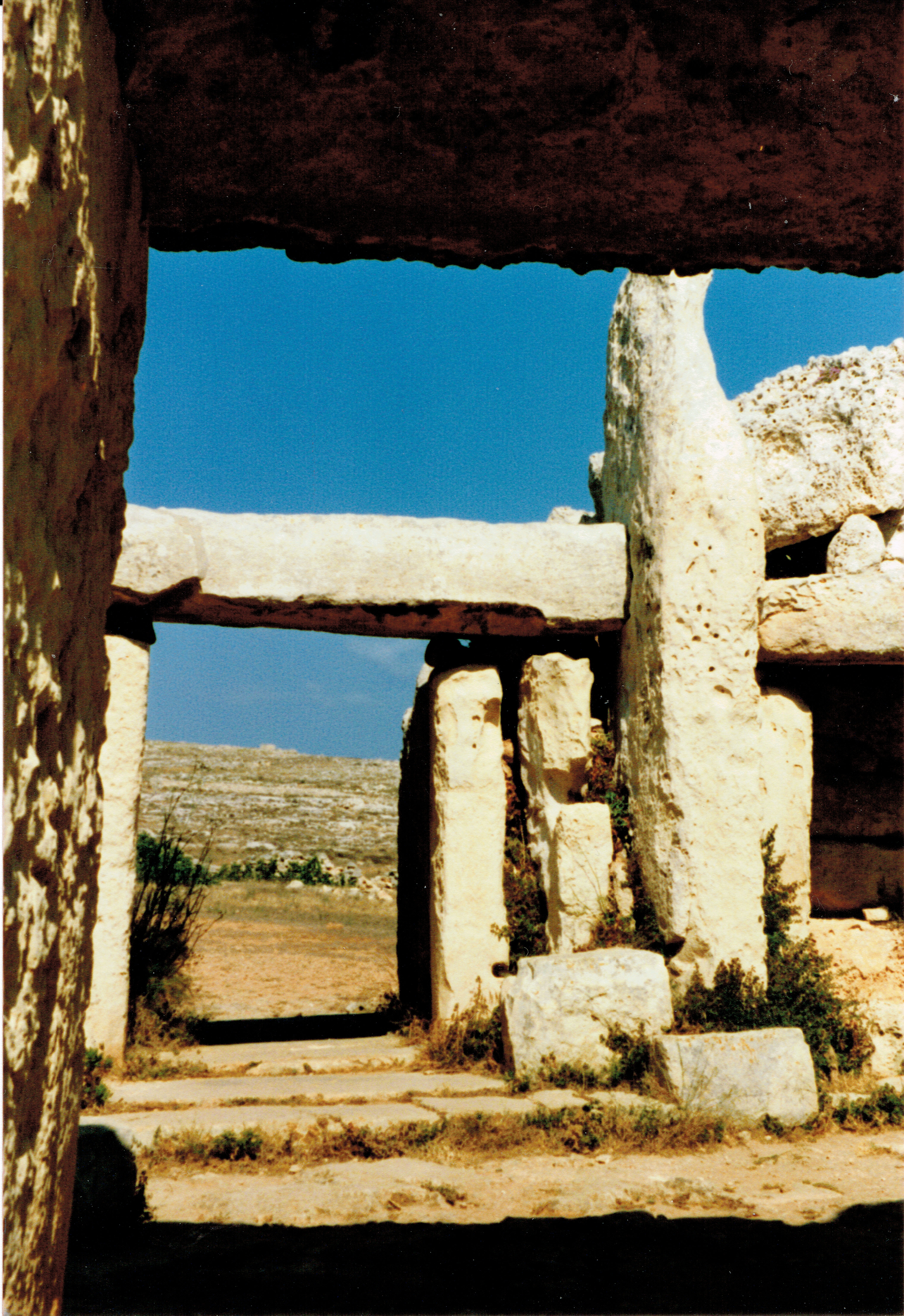
Неолітичний храм Мнаджра

Перші люди прибули до Мальти близько 5200 до н.е., найімовірніше з Сицилії. З 3600 до н. е. до 2500 до н.е. продовжується Період Храмів, під час якого на Мальті будуються величезні кам'яні храми.
Близько 1000 до н. е. Мальту колонізували фінікійці з міста Тір, які використовували острів як опорний пункт.
Греки окупували острів у 736 до н. е., тоді колонія звалася «Мелітою». Пізніше острів опинився під владою Карфагену (з 400 до н. е.) та Римської імперії (з 218 до н. е.).

## Середньовіччя
В 440 острів захопили вандали. В 533 візантійський генерал Велізарій відвоював острів. З 6 по 9 століття нашої ери Мальта у складі Візантійської імперії.
У 870 році острів був завойований арабами. Сучасна мальтійська мова — семітського походження. Вплив на мальтійську мову також мали мови Римської імперії, сучасна мальтійська мова користується латинською абеткою.
У 1090 році острів був взятий сицилійськими нормандцями. У 1194-му Мальта стає, разом з Сицилією, частиною імперії германців. У 1282 році Мальта та Сицилія — під владою королівства Арагону. Було засновано першу мальтійську шляхетність у 1350 році. Мальта була розграбована мусульманами у 1429, після цього іде довгий період занепаду економіки й культури.
У 1530 році іспанським імператором Карлом V острови були передані під управління лицарів Ордену Св. Іоанна Ієрусалімського, яке протрималося до 1798 року. Інквізиція була офіційно прийнята на Мальті у 1561 році.

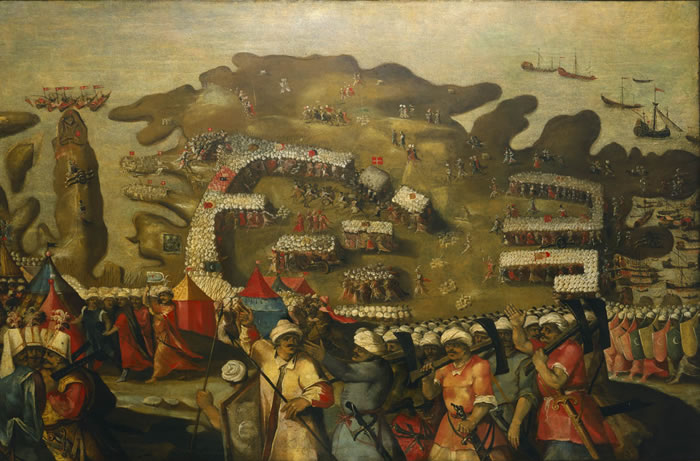
Велика Облога турками

У 1565 році Мальта була обложена турками, цей період зараз називають «Велика Облога», після перемоги над турками було побудовано місто Валлетта у 1566 році.

## Французька окупація
Мальта була захоплена Наполеоном у 1798 році під час його мандрівки до Єгипту. Інквізицію було скасовано, влада лицарів закічилася.
Пізніше мальтійці підняли бунт проти французької влади на острові, після того, як французи почали грабувати місцеві церкви. Велика Британія допомогла в боротьбі з окупаційними військами. Замкнуті на острові французькі війська здалися 1800 року.

## Британський протекторат

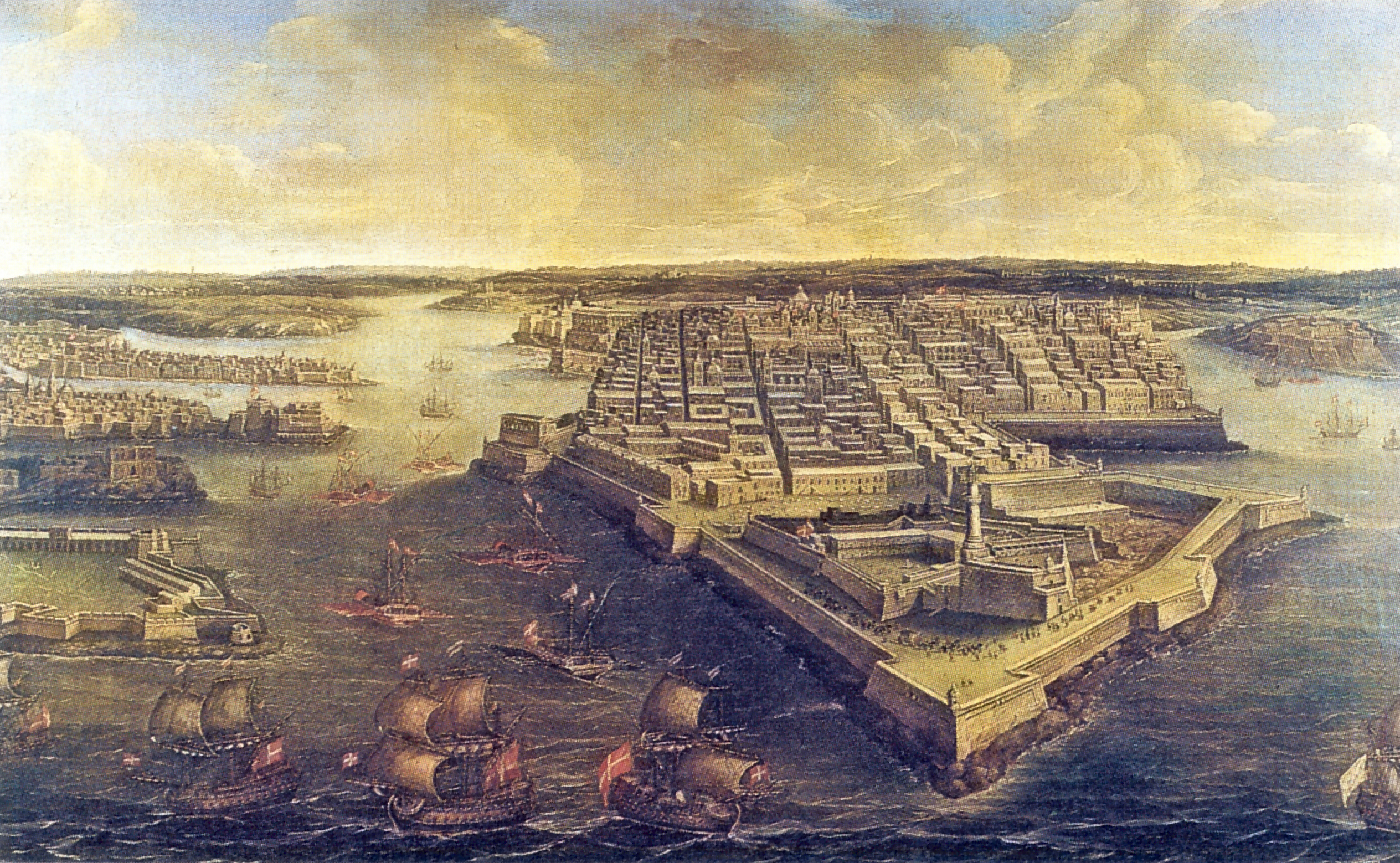
Валлетта та ближні порти навколо неї (1801)

У 1800-1813 Мальта протекторат Британії, а з 23 липня 1813 — коронна колонія Британії. Першим губернатором Мальти призначений офіцер британської армії Майтленд Томас. У цьому ж році прийнята Конституція Мальти. Статус коронної колонії держава офіційно отримала в 1814 згідно Паризької мирної угоди та затверджений  рішенням Віденського конгресу у 1815.
У березні 1813 в Мальті спалахнула епідемія чуми, яка почала поширювалася з торгового судна, що прибув з Александрії. Губернатором введено карантин. До березня 1814 померло від чуми 4886 осіб, що становило 4% населення. Після ліквідації чуми Майтленд здійснив кілька реформ стосовні податків та судової системи. 

## Британська коронна колонія

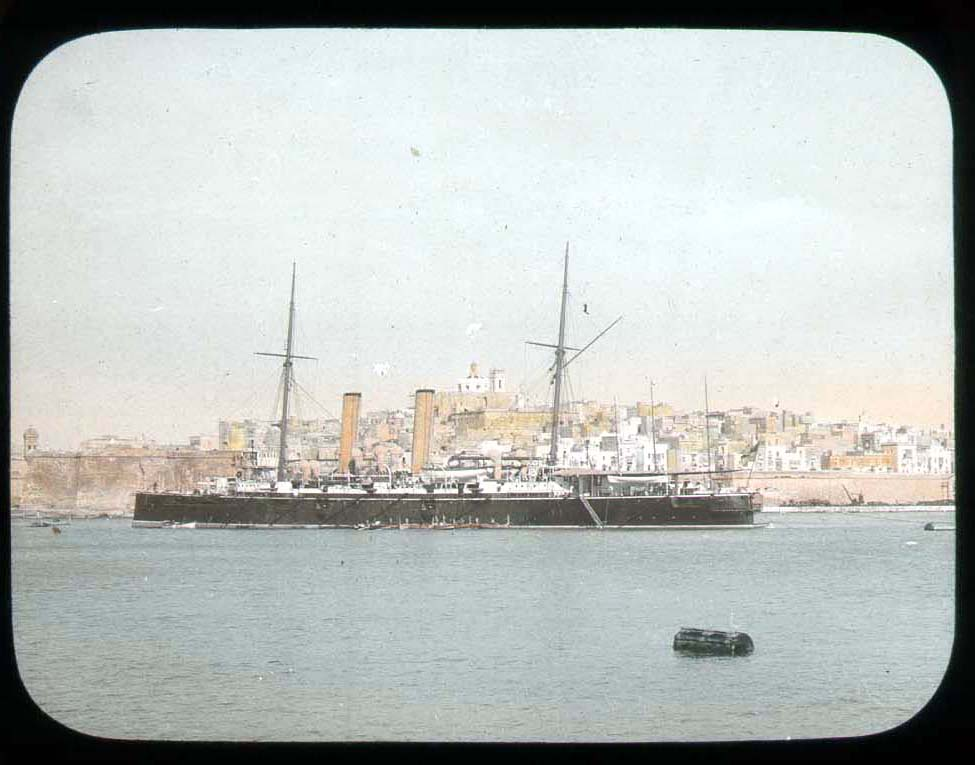
Британський військовий корабель у Великій Гавані (1896)

У 1814  Мальта офіційно стає частиною Великої Британії. Мальта служила британський імперії як стратегічно розташована військово-морська база.
У 1827, під час боротьби Греції за незалежність, острів слугував військовою базою для Великої Британії, Франції та Росії.
В 1832, після закінчення війни, на Мальті почалася економічна криза.
У 1849 створено національну мальтійську раду під контролем Британії.
У 1878 королівська комісія (англ. The Rowsell-Julyan-Keenan Commission) рекомендувала в своїй доповіді "Розширити освітню та судову системи", але була розглянута в 1903, та повернута до попередньої форми правління, яка функціонувала до 1849.
Стратегічне положення Мальти в центральній частині Середземного моря, особливо після будівництва Суецького каналу у 1858-1869, зробили Мальту головною морською базою для судноплавства. У мальтійських портах завантажували паливо, зокрема вугілля. На острові почав працювати будівельний завод, який забезпечував роботою місцеве населення. Торгівля та сільське господарство зросло — картопля стала новим експортним продуктом. Єдиною проблемою острова були малі запаси прісної води.
Під час Першої світової війни Мальта мала британські гарнізони на своїй території, і мала один з найбільших шпиталів за що її називали медсестрою Середземного моря.
У 1919 через зростання цін на хліб мальтійська рада почала вимагати збільшення автономних прав. У 1921 на національному скликанні Філіппо Шиберра домігся статусу самоврядування, але під британським контролем. Мальта отримала двопалатний парламент зі сенатом (пізніше скасований в 1949) та обрана законодавча рада. Прем'єр-міністром призначили Джозефа Говарда.
У 1930-1932, через низку конфліктів поміж конституційною радою та церквою, Мальта знову повернулася до старої системи правління.
З 1934 Мальта має дві офіційні мови — мальтійська та англійська.

## Друга світова війна

У 1942 році британський король нагородив народ Мальти Георгіївським хрестом за мужність

Через своє стратегічного положення, була бомбована італійськими та німецькими повітряними силами в період Другої світової війни. 1942 року Мальту було нагороджено Хрестом св. Георга за хоробрість в часи 2-ї світової війни.

## Післявоєнний період (1947—1964)

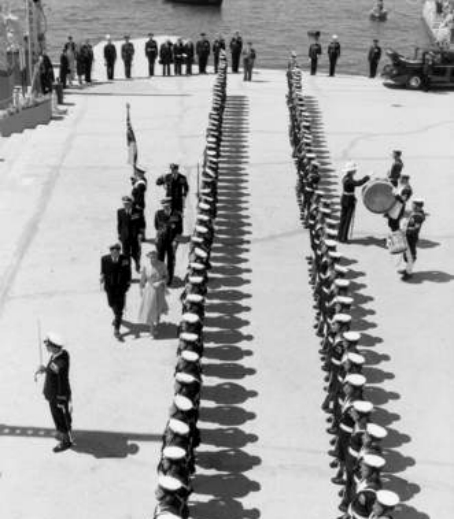
Візит Єлизавети ІІ до Мальти (1954)

Після Другої світової війни острову було надане самоврядування -Мальтійська лейбористська партія (MLP) на чолі з Домініком Мінтоффом а також національна партія на чолі з Джорджем Борджом Олівером  почала вимагати від Британії повної незалежності.
У 1952, після коронації Єлизавети ІІ, британський уряд погодився надати 3 місця в британській палаті.
У 1955 прем'єр-міністром Мальти був призначений Доменік Мінтофф.
11 та 12 лютого 1956 відбувся референдум на якому 77,06% виборців висловилися за пропозицію незалежності, але через бойкот опозиції референдум не набув дійсності. Також спрацювало побоювання британського уряду, що інші колонії також матимуть бажання отримати незалежність. Мальта була єдиною британською колонією, де розглядалося питання інтеграції з Великою Британією.
У 1959 Мінтоффа було звільнено з посади, а його місце мав зайняти Олівієр, але він відмовився сформувати новий уряд. На деякий період питання незалежності не обговорювалось.
У 1961 Джорджі Олівер став Прем'єр-міністром. 21 вересня 1964 року Мальта стала незалежною державою у складі держав Британської Співдружності. 

## Грошова одиниця британського періоду
У 1825 році було введено грошову одиницю — скудо, який замінив британський фунт та іноземні гроші і продовжував бути офіційною валютою до 1855 року, хоча золоті та срібні скудо карбувалися до 1886 року дуже мізерним тиражем. У 1855—1972 роках в обігу на території острова знову знаходився британський фунт.

## Республіка Мальта

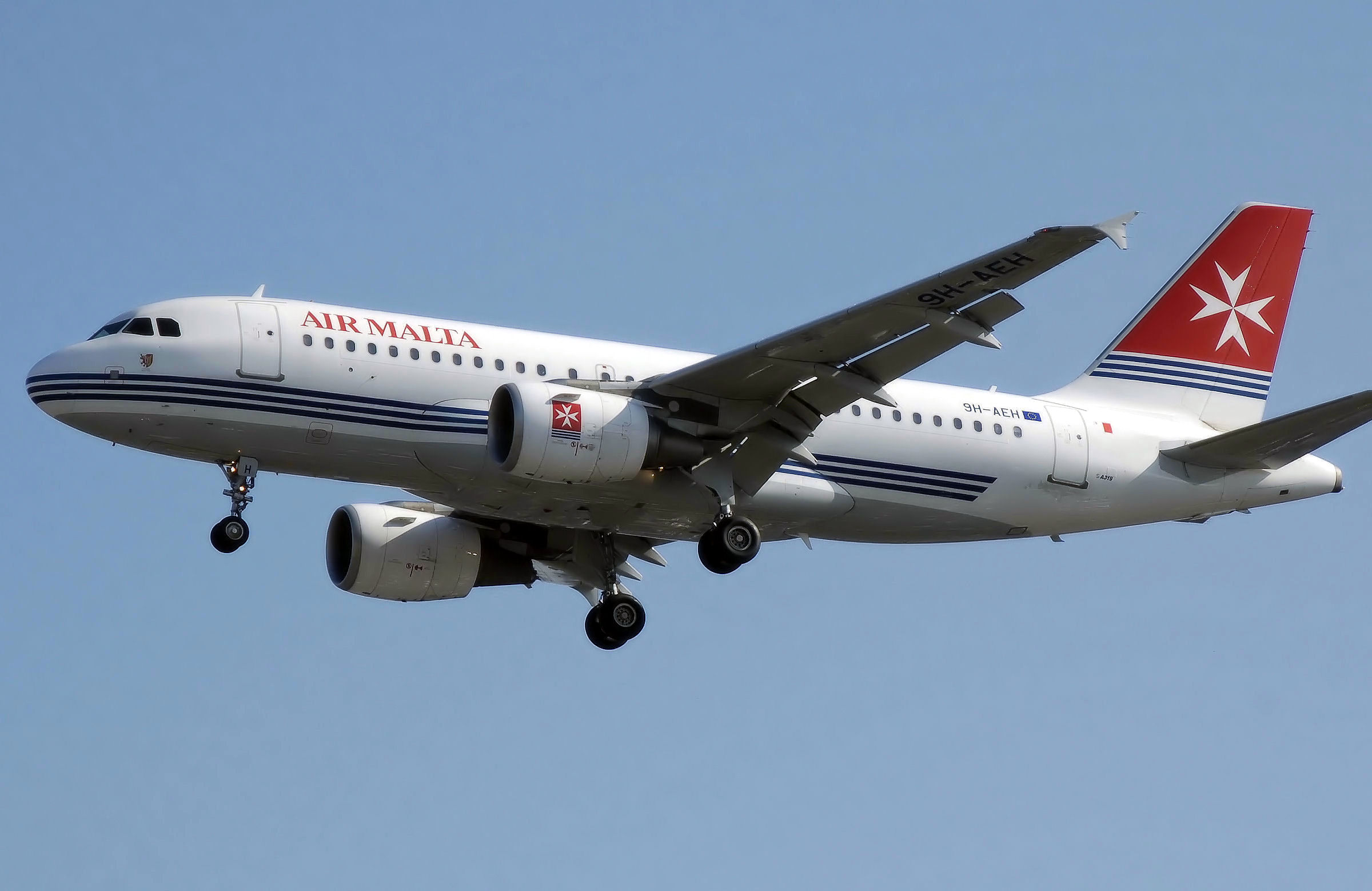
Мальтійський літак

Мальта отримала незалежність (автономію) у 1964, тримаючи губернатора та королеву Єлизавету ІІ як голову уряду, стала республікою у 1974, зі своїм президентом, оголосила свою нейтральність у 1979. Британські воєнні частини були виведені повністю 31 березня 1979 року, цей день тепер святкується мальтійцями як «День волі». Сьогодні Мальта має парламентську демократію. Після того Мальта почала шукати підтримки серед провідних азійських країн. Цього року була заснована мальтійська авіакомпанія, яка здійснювала перельоти до Саудівської Аравії. В той час мальтійський уряд також почав просити фінансову підтримку в Об'єднаних Арабських Еміратів. Починаючи з 1980 року політика Мальти була змінена в інший напрямок. У 1982 році третім президентом держави стала жінка Агата Барбара, яка в 1971 році очолювала Міністерство освіти та культури, а в 1974-1981 роках міністр праці, зайнятості та соціального забезпечення. Агата Барбара внесла значний внесок у розвиток музейної справи на Мальті. Як представник соціалістичної партії, боролася за секуляризацію культурного життя Мальти. Також вона активно займалася благодійності. Після виборів 1987 року та змін до конституції Мальта почала прагнути зміцнити свої зв'язки з Європою та Сполученими Штатами Америки.
1998 року уряд Мальти підписав угоду з Суверенним мальтійським орденом, залишаючи у його розпорядженні на 99 років Фортецю Сант-Анджело. Ця фортеця має екстериторіальний статус і є місцем, у якому відбуваються численні зустрічі кавалерів Ордену. 
8 травня 2003 року Мальта більшістю голосів вибрала приєднатися до Євросоюзу: 53,6 % проголосувало за, 46,4 % — проти. До Євросоюзу Мальта увійшла 1 травня 2004 року, а 1 січня 2008 року Мальта запровадила євро як національну валюту, залишаючи обмін мальтійської ліри до 1 лютого 2008 року.